# 고원정
고원정(高元政, 1956년 1월 16일 ~ )은 대한민국의 소설가이다.

## 생애
제주특별자치도 북제주군에서 출생하였고, 경희대학교 국문과를 졸업하였다. 1985년 《중앙일보》 신춘문예에 〈거인의 잠〉이 당선되어 등단하였다. 주요 작품으로 《빙벽》, 《최후의 계엄령》, 《횃불》 등이 있다.

## 대표 프로그램
- KBS1《다큐멘터리극장》(1993~1994)
- KBS1《역사의 라이벌》(1994~1995)